# Giuseppe Rivelli (miniatore)
Giuseppe Rivelli (Ravelli) (Cremona, XVI secolo – XVI secolo) è stato un miniatore italiano e amanuense.

## Opere
- Graduale manoscritto miniato, 1561, Archivio Storico Diocesano di Mantova.[1]